# Hamlets
Hamlets (tidligere kendt som IBM Servlet-based Content Creation Framework) er et open-source system til generering af dynamiske 
web-sider, oprindelig udviklet af René Pawlitzek fra IBM.
En Hamlet er en serwlet udvidelse der læser XHTML template filer indeholdende SAX (den simple API for XML) og dynamisk tilfører 
indhold mens den læser, til de steder i templaten der er markeret med specielle tags og IDs ved hjælp af et lille sæt af 
tilbagekaldsfunktioner. En template kompilator kan bruges til at accelerere Hamlets.
Hamlets tilbyder et let forståeligt, brugervenligt, kompakt, Servlet-baseret system, til udvikling af web-baserede anvendelser. 
Hamlet frameworket understøtter ikke alene den komplette adskillelse af indhold og præsentation, men styrker denne.